# Clinton, Illinois
Clinton är en stad (city) i DeWitt County, i delstaten Illinois, USA. Enligt United States Census Bureau har staden en folkmängd på 7 242 invånare (2011) och en landarea på 8,8 km². Clinton är huvudort i De Witt County.